# Antidesma pulvinatum
Antidesma pulvinatum là một loài thực vật có hoa trong họ Diệp hạ châu. Loài này được Hillebr. mô tả khoa học đầu tiên năm 1888.

## Hình ảnh

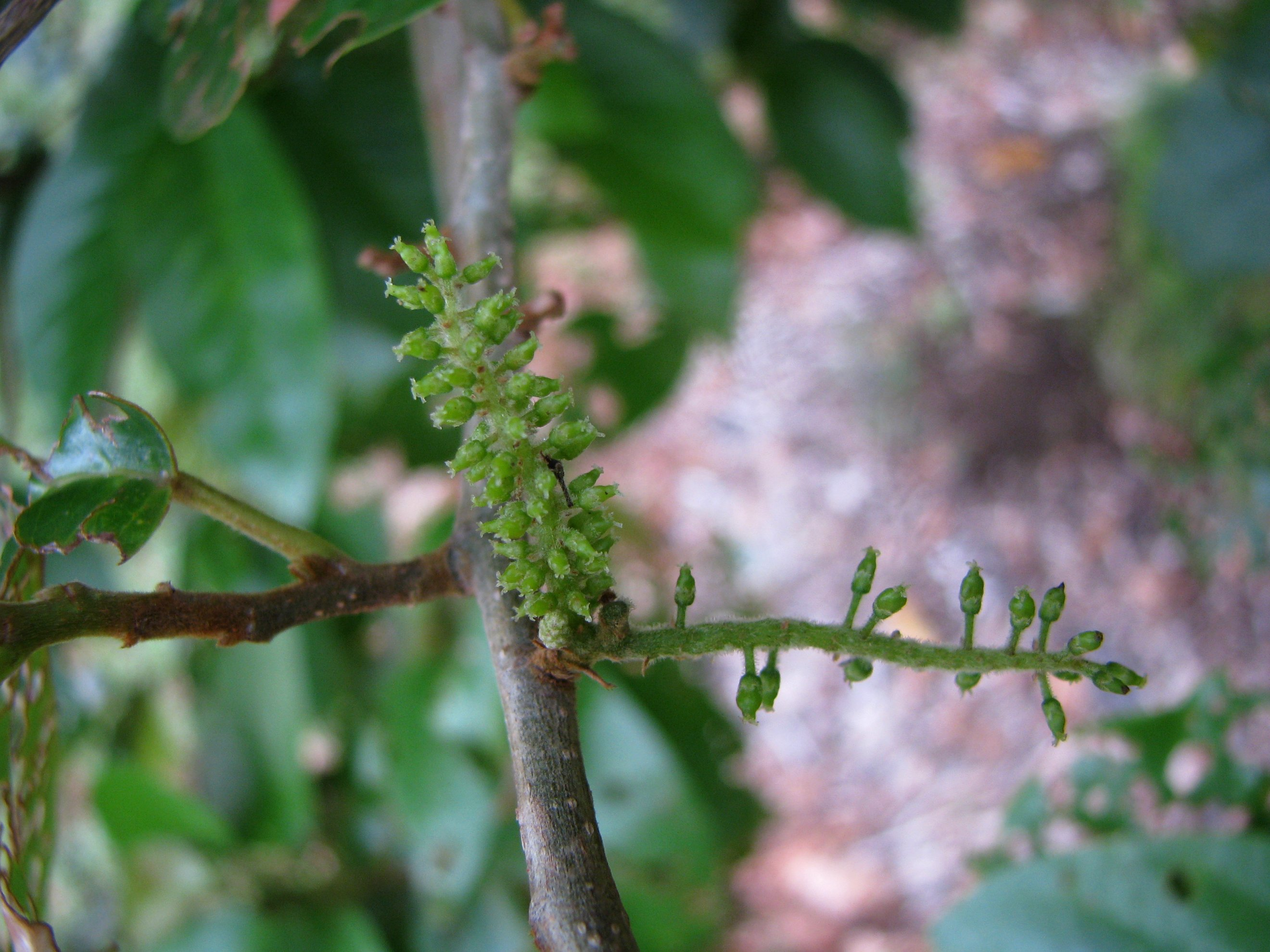
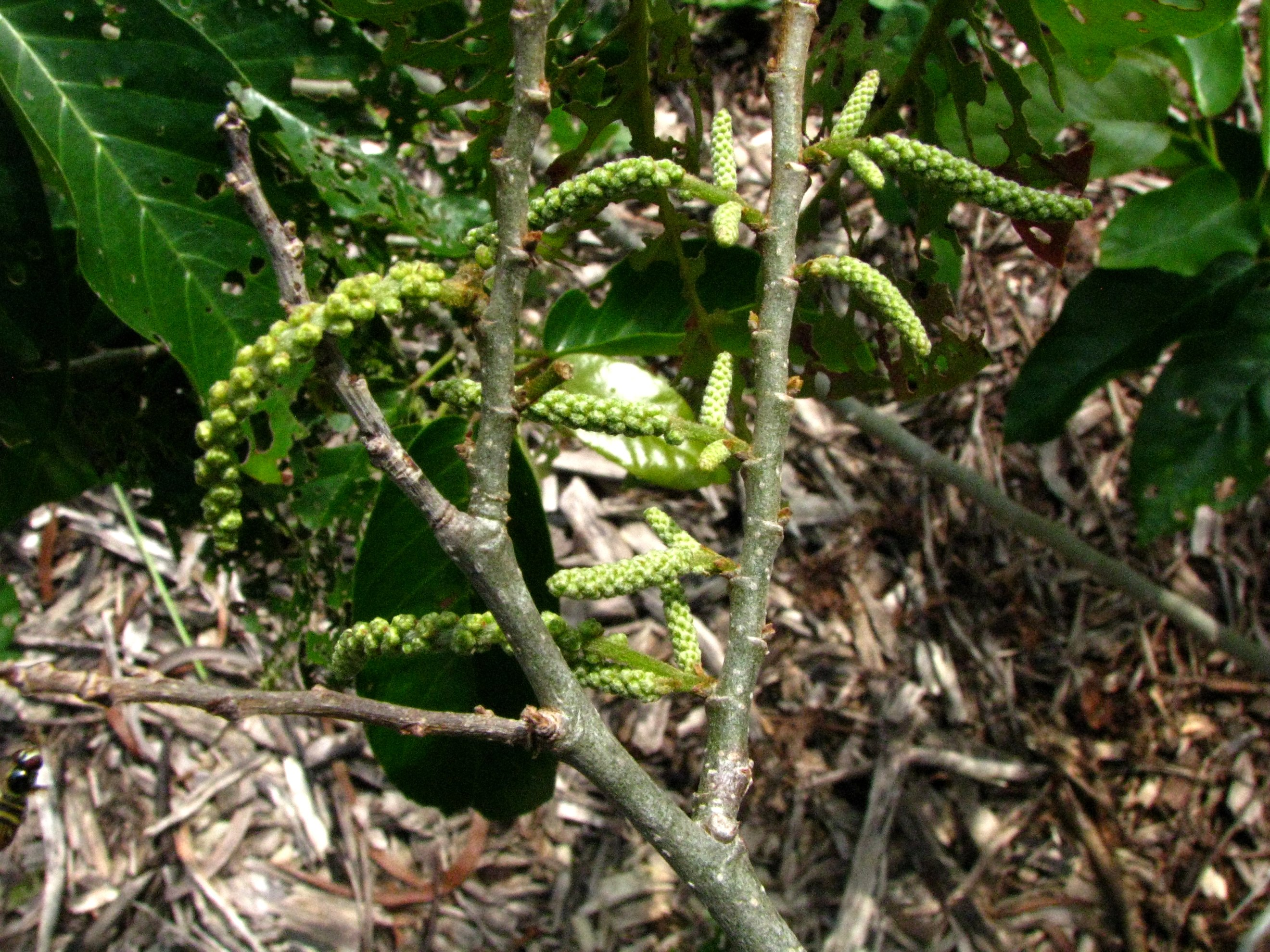
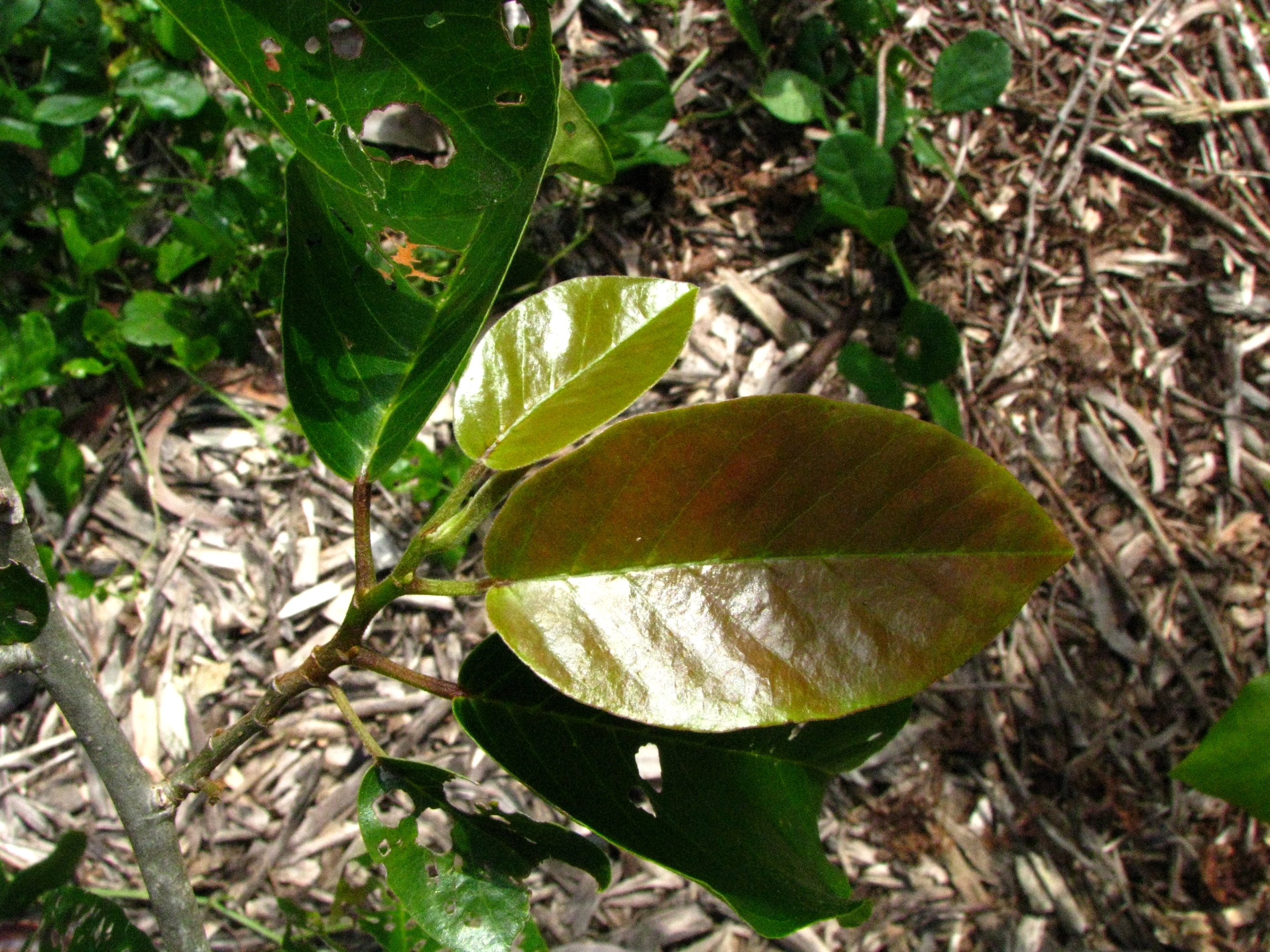
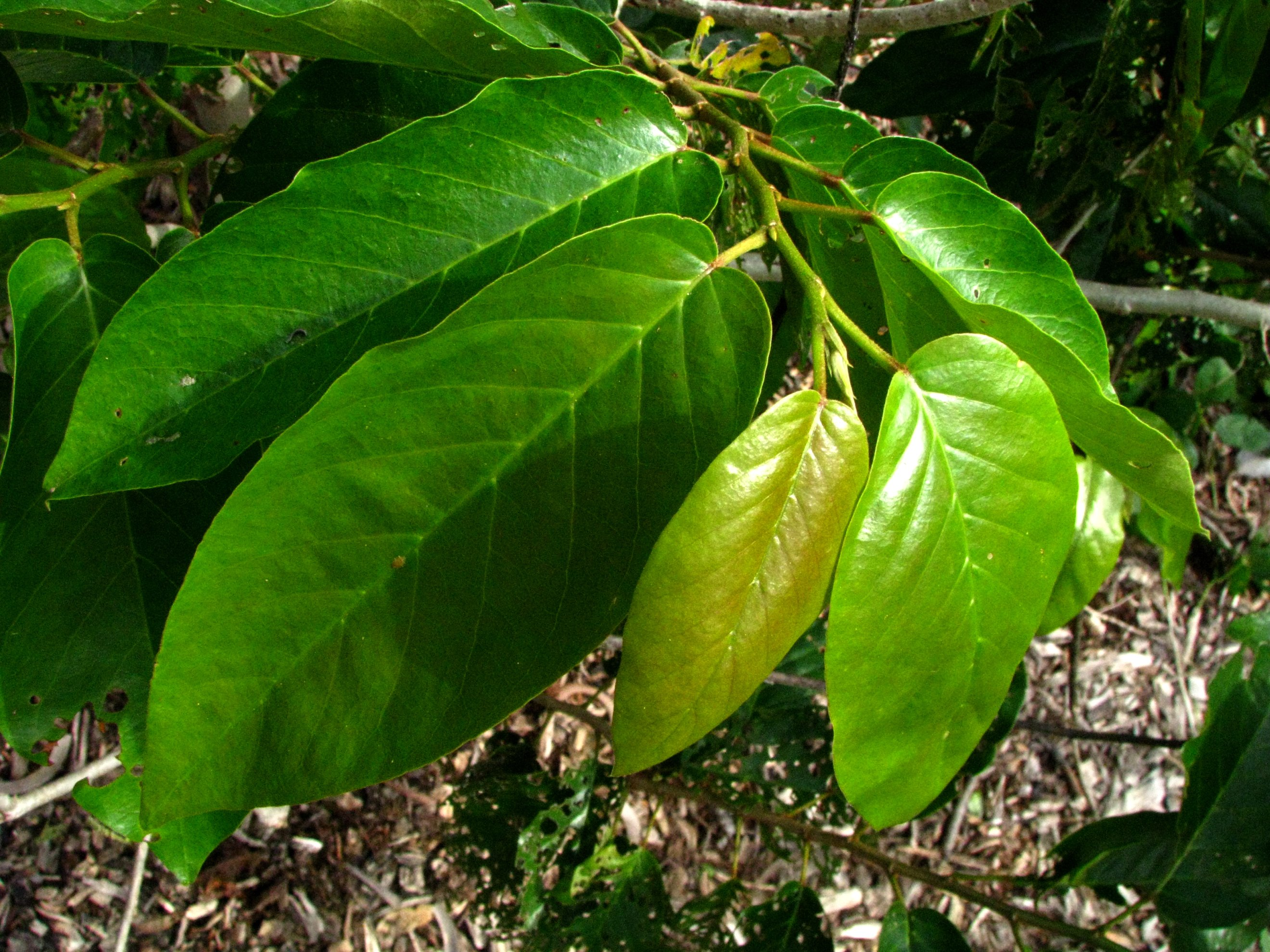